# Breguet Br.960 Vultur
El Breguet Br.960 Vultur, fue un avión francés basado en portaaviones con el objetivo de realizar ataque a tierra. Voló por primera vez el 3 de agosto de 1951, y se produjeron solamente dos prototipos.

## Desarrollo
En 1948 se inicia el desarrollo de un avión que pudiera aprovechar la tecnología de la era del jet, que se encontraba naciendo al terminar la Segunda Guerra Mundial.

## Diseño
El concepto se basa en un monoplano de ala baja las alas con un borde de ataque en flecha positiva, el empenaje es un timón normal con estabilizadores con gran diedro.
La cabina es biplaza en tándem con una cubierta de la carlinga vidriada.

## Especificaciones

### Características generales
- Tripulación: 2
- Longitud: 15,4 m (50,4 ft)
- Envergadura: 18,7 m (61,4 ft)
- Altura: 5,2 m (17 ft)
- Superficie alar: 36,6 m² (394 ft²)
- Peso vacío: 6450 kg (14 215,8 lb)
- Planta motriz:
  - 1× turborreactor Rolls-Royce Nene 103.
    - Empuje normal: 22,3 kN (2274 kgf; 5013 lbf) de empuje.

  - 1× turbohélice Armstrong Siddeley A.S.Ma3 Mamba.
    - Potencia: 985 kW (1358 HP; 1339 CV) cada uno.
    - Hélices: Cuadripala Rotol de velocidad constante
    - Diámetro de la hélice: 2.8 (2.8)

### Rendimiento
- Velocidad nunca excedida (Vne): 900 km/h (559 MPH; 486 kt) propulsión mixta.
400 km/h (249 MPH; 216 kt) solo turbohélice.
- Techo de vuelo: 13 000 m (42 651 ft)

### Armamento
- Cañones: 2× 30 mm
- Puntos de anclaje: 5 con una capacidad de 1 000 kg., para cargar una combinación de:

## Aeronaves relacionadas
- Douglas A2D Skyshark
- Republic XF-84H
- McDonnell XF-88 Voodoo